# Arrivano Joe e Margherito
Arrivano Joe e Margherito è un film di genere commedia del 1974 e diretto da Giuseppe Colizzi. È il penultimo film di Colizzi, prima del postumo Switch.
Il film è interpretato dalla coppia Keith Carradine (Joe) e Tom Skerritt (Margherito) che negli atteggiamenti si rifà alla coppia Bud Spencer e Terence Hill del precedente film di Colizzi intitolato ...più forte ragazzi! e come nello stesso film la colonna sonora è composta dagli Oliver Onions. I due protagonisti sono doppiati da Glauco Onorato e Pino Locchi (già doppiatori abituali della coppia Spencer-Hill).

## Trama
Joe viene mandato da Cosa nostra in Sicilia per svolgere un compito delicatissimo.

Don Salvatore  è un boss che gli americani vogliono con loro, per via del suo ingente patrimonio. Sarà compito di Joe quello di fare in modo che il viaggio di Don Salvatore per gli States sia senza problemi. Le bande locali non sono però d'accordo e qui nascono i problemi per il giovane picciotto americano. Joe aiutato da un marinaio di nome Margherito, dopo una serie di vicissitudini riesce a spedire la sua preziosa "merce", vale a dire il boss siciliano, con l'aereo verso l'America, ma accade che l'aereo esplode in volo e la missione di Joe può dirsi fallita.

I due amici, ormai sfiduciati, decidono di cambiare vita e accettano la proposta fatta loro da parte di un gentleman inglese.

## Produzione

### Riprese
- Alcune scene del film furono girate nel comune di Forza d'Agrò, in provincia di Messina, Viareggio (inseguimento auto), Lido di Camaiore (naufragio sulla spiaggia e inseguimento auto), Ischia e Montecarlo.
- Le scene iniziali dell'inseguimento per i tornanti è stato girato a Ragusa, sulla strada che collega il quartiere superiore a quello barocco di Ibla. Gli inseguimenti successivi sono stati girati all'interno della villa comunale di Ragusa Ibla.